# Kozaki (województwo warmińsko-mazurskie)
Kozaki – osada w Polsce, położona w województwie warmińsko-mazurskim, w powiecie gołdapskim, w gminie Gołdap.
W latach 1975–1998 miejscowość należała administracyjnie do województwa suwalskiego.